# Pergamentklöver
Pergamentklöver (Trifolium argutum) är en ärtväxtart som beskrevs av Daniel Carl Solander. Enligt Catalogue of Life ingår Pergamentklöver i släktet klövrar och familjen ärtväxter, men enligt Dyntaxa är tillhörigheten istället släktet klövrar och familjen ärtväxter. Arten förekommer tillfälligt i Sverige, men reproducerar sig inte. Inga underarter finns listade i Catalogue of Life.